# Fekete-fehér blues
A Fekete-fehér blues (eredeti cím: Black, White and Blues)  2010-ben bemutatott amerikai zenés filmdráma.

## Cselekménye
|  | Alább a cselekmény részletei következnek! |

2009, Austin, Texas állam, USA
Jefferson Bailey fehér, kb. 38 éves férfi; állástalan, alkoholista blues-zenész. Baileyt megkeresi egy fekete férfi, Augy azzal, hogy a nagyapja meghalt, és ő az egyetlen örököse. Az örökséget Huntsville városban kell átvennie, Bailey azonban kijelenti, hogy nem érdekli a dolog.
Mivel Boydnak, szeretője férjének nagy összeggel tartozik, menekülnie kell, amikor a férfi az életére tör. Ehhez kapóra jön a fekete férfi, aki hajlandó Baileyt elfuvarozni a kisteherautóján.
Augy elmondja, hogy már volt börtönben, de eleinte titkolja, hogy miért. Huszonkét éve nem iszik alkoholt. Útközben többször elmennek rózsaszín elefántszobrok mellett, ezért Bailey azt hiszi, hogy körbe-körbe mennek, de Augy megnyugtatja, hogy erről nincs szó. Egy fészerben egy vak szájharmonikástól megkérdezik az utat, aki szerint nem téveszthetik el az utat a „Mammer Jammers” (ejtsd: mama dzsama) blueskocsma felé. Augy tovább akar menni Huntsville felé, de Bailey ragaszkodik hozzá, hogy ide bemenjenek, mert az apja említette neki, hogy gitározott itt. Felhívja Jackie-t, a szeretőjét (Boyd felesége), és elmondja neki, hogy a hagyaték átvétele hétfőn lesz Hunstville-ben. Miközben beszélgetnek, Boyd a vécén ülve hallgatja őket, majd bontja a vonalat. Augy elmondja, hogy neki inkább a country a kedvence. Biztatja Bailey-t, hogy játsszon, mivel „szabad este” van (amikor amatőrök is próbálkozhatnak). Bailey kimegy és elkezd gitározni, de csak néhány disszonáns hangot csikar ki a hangszerből, ami a közönségnek egyáltalán nem tetszik. Amikor dicstelenül levonul a színpadról, beszól egy nagydarab négernek, aki behúz neki egyet, Bailey előtt elsötétedik a világ. Az álló kocsi platóján ébred másnap délelőtt. Egy közeli templomba megy be, mert azt hiszi, hogy a tömegben ülő fekete inges, nagydarab néger férfi Augy, de az pont az, aki előző este kiütötte. Bailey kezet fog vele, mert a tiszteletes éppen a megbocsátásról beszél.
Egy countrykocsmához érkeznek. Augy biztatja Baileyt, hogy táncoljon ő is, de ő nem hajlandó. Bailey felhívja Hannah-t, de képtelen beszélni vele, amikor a nő felveszi, ő lecsapja a kagylót.
Az úton egy megpakolt személyautó előzi meg őket, majd hirtelen leesnek róla a rosszul rögzített családi holmik. Amikor Augy meghallja, hogy a sofőrnek nincs biztosítása (a terhes feleségével és két gyermekével utazik), elengedi őket, bár a kocsija mozgásképtelenné vált a hűtőbe fúródott székláb miatt.
Egy autószerviz mellett Augy faggatni kezdi Baileyt. Ő elárulja, hogy az anyja „groupie” volt, drogozott és hamar otthagyta őket. Bailey próbálta megkeresni, de nem találta meg. Az apja blues-zenész volt. Bailey 14 év körüli volt, amikor apja kijött az elvonóról és megváltozott, nem ivott többé. Tanítani kezdte a fiát gitározni. Ez az időszak körülbelül két évig tartott. Egy fellépésről hazafelé tartva a kocsija lerobbant. Ahogy az út mellett gyalogolt, egy részeg autós, egy bizonyos „Eugene Harris” elütötte az autójával. Apja 30 métert repült, a kukoricásban ért földet és azonnal meghalt. Bailey szerint az elkövető legalább 120 km/h-val mehetett.
Megérkeznek Augy mentorához, akinek „Santa's Blues Bar” néven blueskocsmája van. Bailey szerint ő már járt itt. Santa elmondja, hogy 12 éve vette meg a helyet.
Este egy parkolóban Boyd tűnik fel trikóban. Idegesen viselkedik, bevesz valamilyen tablettát, sört iszik rá, majd beszáll a kocsijába.
Másnap reggel Bailey és Santa elbeszélgetnek. Bailey bevallja, hogy még mindig szereti a Hannah nevű nőt. Nem sokkal később felkeresi. Hannah két kisgyermeket visz baseballozni (az egyik a fia, a másik az unokaöccse), de két éve elvált a férjétől, mert nem illett hozzá. Bailey elmondja neki, hogy Santa kocsmájában jótékonysági buli lesz kezdő zenekarok támogatására. Hannah elhárítja a meghívást, mondván, hogy nincs kire hagynia a gyerekeket.
Végül azonban Hannah megérkezik a bulira. Santa felkonferálja „Jefferson Baileyt, akinek az apját hallotta gitározni”. Bailey szabadkozik, de Hannah is kéri, hogy menjen fel a színpadra. Bailey lefog néhány disszonáns akkordot, elutasítónak érzi a közönséget, ezért hátat fordít nekik és így játszik. Eleinte szólózik, majd amikor bekapcsolódik a zenekar is az ismerős számba („Every time I hear...”), a közönség őrjöngeni kezd. Hannah közli, hogy haza kell mennie. A parkolóban elsorolja Baileynek, hogy Bailey hány alkalommal hagyta ott őt. Bailey mindenért elnézést kér, de Hannah nem akarja ott folytatni, ahol abbahagyták.
Bailey bemegy Santához, aki éppen könyvel. Santa elmondja neki, hogy akkor szokott le az italról, miután megölt valakit, t.i. Sallyt, a barátnőjét. Egyik alkalommal, amikor piásan vezetett, hogy ne üssön el valakit, Sally félrerántotta a kormányt, így egy fának ütköztek. Sally pár perc múlva meghalt. Santa börtönbe került néhány zűrös ügy miatt. A börtönben a rabokat olvasni és zenélni tanította, így ismerte meg Augyt is. Santa kamillateával akarja megkínálni Baileyt. Mialatt elmegy készíteni, Bailey felfedez egy újságkivágásokat tartalmazó mappát. Ezekből kiderül, hogy Santa fiatal korában fellépett Big Mama Thorntonnal is. Egy másik, 1990-es újságcikk szerint „Santa McKeevy rabtársát, Eugene Harrist tanítja olvasni”. A képen Santa és Augy fiatalabb korukban láthatók. Mire Santa visszamegy a teákkal, Bailey eltűnik a szobából. Egy pisztollyal fenyegeti Augyt, aki nem ellenkezik. Azonban Bailey nem lövi le Augyt. Kimegy egy híd alá és miközben zuhog az eső, egy üveg töményet iszik. Másnap reggel egy temetőbe megy, majd a helyi bankba. Az öröksége a széfben mindössze egy lejárt zálogcédula. A zálogban egy hosszú dobozt adnak át neki. A zálogban dolgozó nő szerint egy nagydarab, fekete pasas hagyta ott a csomagot. A csomagban Bailey apjának gitárja és egy fénykép van, rajta a fiatal Bailey és a szülei láthatók. A zálogban dolgozó nő felismeri magát a képen, vagyis ő Bailey anyja! Arra kéri, ne gyűlölje őt és hogy sokat kereste. Baileyt visszaviszi a kocsiján Santa bárjához, ahol Bailey csak Augyt találja. Bailey elmondja neki, hogy gyerekkora óta gyűlölte, de már nem tudja gyűlölni. Váratlanul megjelenik Boyd és a pénzét követeli, mert azt hiszi, hogy Bailey pénzt örökölt. Boyd pisztolyt fog rájuk, majd rájuk lő. Baileyt a nyakán találja el, Augyba két golyót ereszt, mielőtt a néger leüti. Bailey a csapos segítségét kéri, de Augy pár percen belül meghal.
Este koncertet adnak Augy emlékére. Az esten Bailey anyja és Hannah is részt vesz.
|  | Itt a vége a cselekmény részletezésének! |

## Szereposztás
- Michael Clarke Duncan (Vass Gábor) – Augy, a fekete férfi, aki felkeresi Baileyt és elfuvarozza Hunstville-be
- Morgan Simpson (Széles László) – Jefferson Bailey
- Luke Perry  – Boyd, a férfi, akinek Bailey nagy összeggel tartozik (szeretője férje)
- Taryn Manning	 – Jackie, Boyd felesége, Bailey szeretője
- Tom Skerritt	 – Santa, Augy mentora, segítője, egy blueskocsma tulajdonosa
- Kiele Sanchez	 – Hannah, Bailey szerelme, akit korábban elhagyott
- Melvin Van Peebles – Elmo, csapos abban a blueskocsmában, ahol Bailey és Augy először találkoznak

## Megjelenése
- Magyarországi bemutató 2011. július 31. (csak TV-ben mutatták be).
- DVD-n 2012. április 3-án jelent meg.

## Forgatási helyszínek
- Columbia, Tennessee állam, USA – belvárosi jelenetek
- Nashville, Tennessee, USA

## Érdekesség
- Amikor Augy átad egy névjegyet Bailey-nek, azon nem a saját neve van, hanem a Wahon and Winthrop – Attorneys at Law ügyvédi iroda neve, címe, telefonszáma: „Huntsville, Alabama”.
- Bailey nagyapjának neve „R. J. Bailey”
- Az örökség kezelője „Ralph Simples” a Columbia Mutual Banknál.
- Melvin Van Peebles Mario Van Peebles rendező apja